# Hofrichterhaus
Ein Hofrichterhaus war das Haus des Hofrichters, das wegen dessen Ansehen und seiner Bedeutung beim Ausfertigen von Urkunden häufig in direkter Nähe zu den herrschaftlichen Häusern im Stadtzentrum oder in Schlossnähe lag.

## Erhaltene Hofrichterhäuser

### Deutschland
Städte und Gemeinden, in denen noch (ehemalige) Hofrichterhäuser stehen:
- Bautzen, siehe Hofrichterhaus (Bautzen)
- Berchtesgaden, ehemaliges Hofrichterhaus der Fürstpropstei Berchtesgaden, ab 1828 Sitz des Landgerichts, ab 1862 des Bezirksamts und bis 1972 des Landratsamts Berchtesgaden
- Niederalteich, Hofrichterhaus der zur Hofmark erhobenen Benediktinerabtei Niederaltaich, erbaut 1705 bis 1706[1]
- Neuhaus am Inn

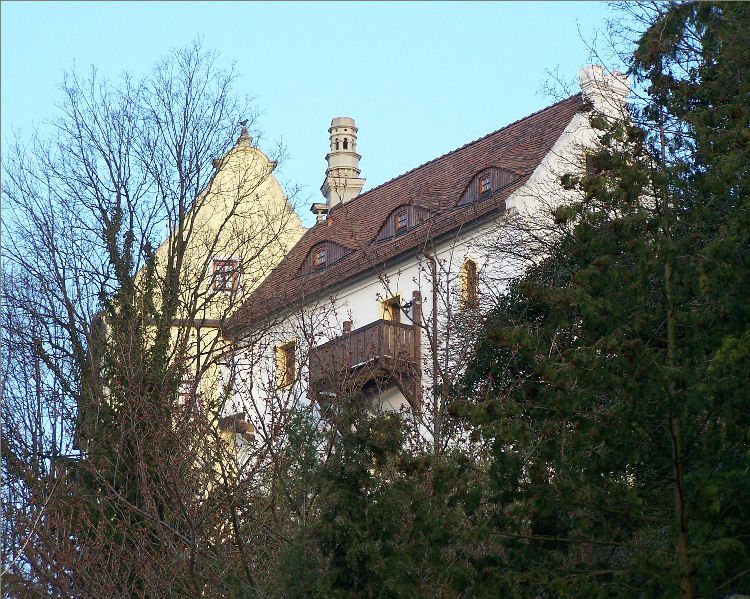
Hofrichterhaus Bautzen
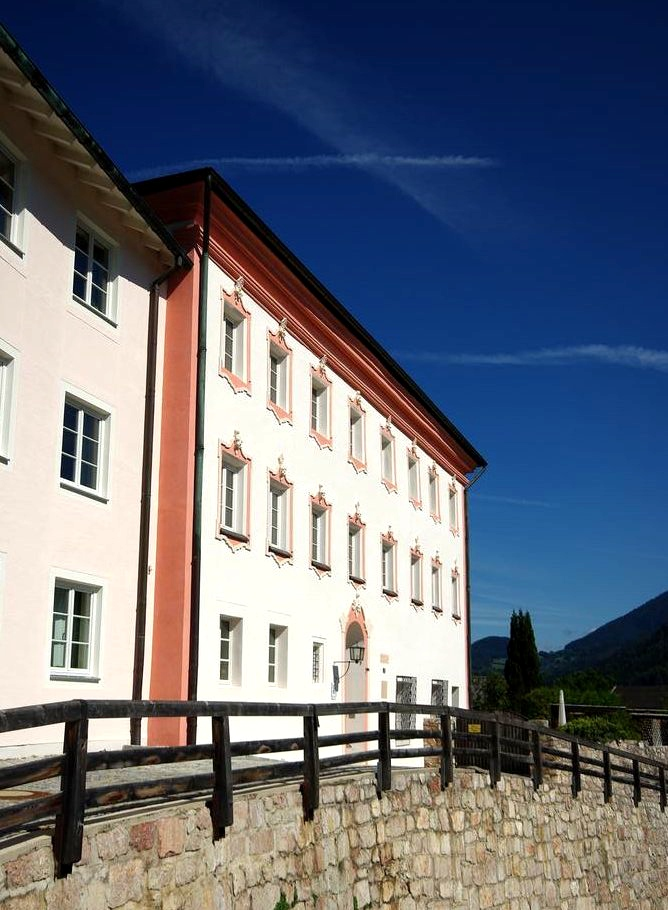
Hofrichterhaus Berchtesgaden
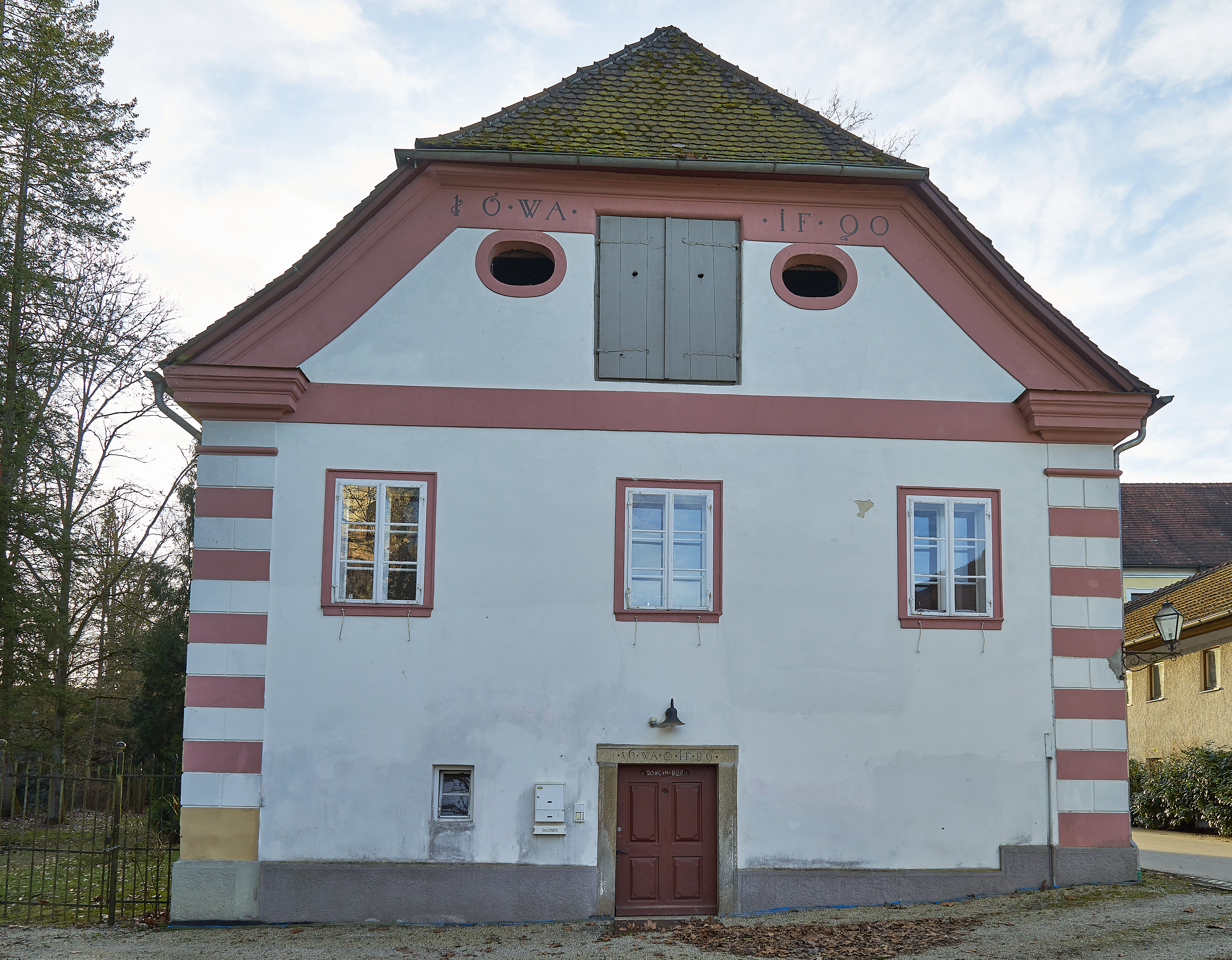
Hofrichterhaus Neuhaus am Inn

### Österreich
Städte und Gemeinden, in denen noch (ehemalige) Hofrichterhäuser stehen:
- Admont
- Lambach, das Hofrichterhaus wurde unter Abt Maximilian Pagl 1721 als Haus für Stiftsbeamte ausgebaut.
- Kloster Nonnberg in Salzburg
- Stift Reichersberg, das Hofrichterhaus wurde 1640 unter Propst Jakob Christian (1637–1649) während des Dreißigjährigen Krieges erbaut.
- Seitenstetten (Café Mitterer)
- Traunkirchen
- Trumau
- Wilhering[2]

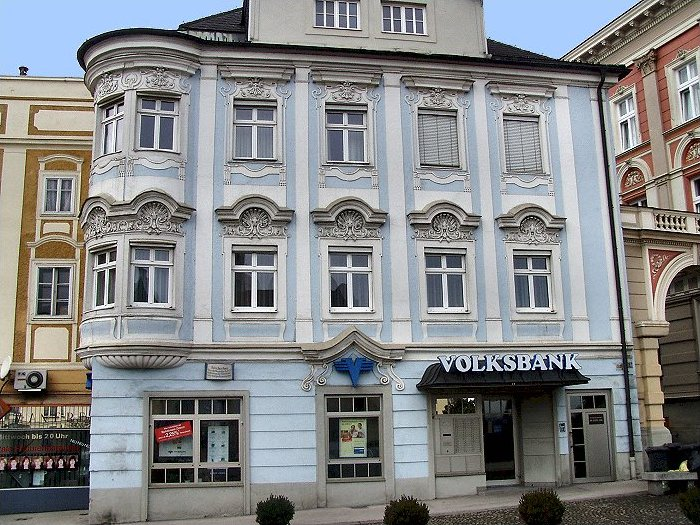
Hofrichterhaus in Lambach
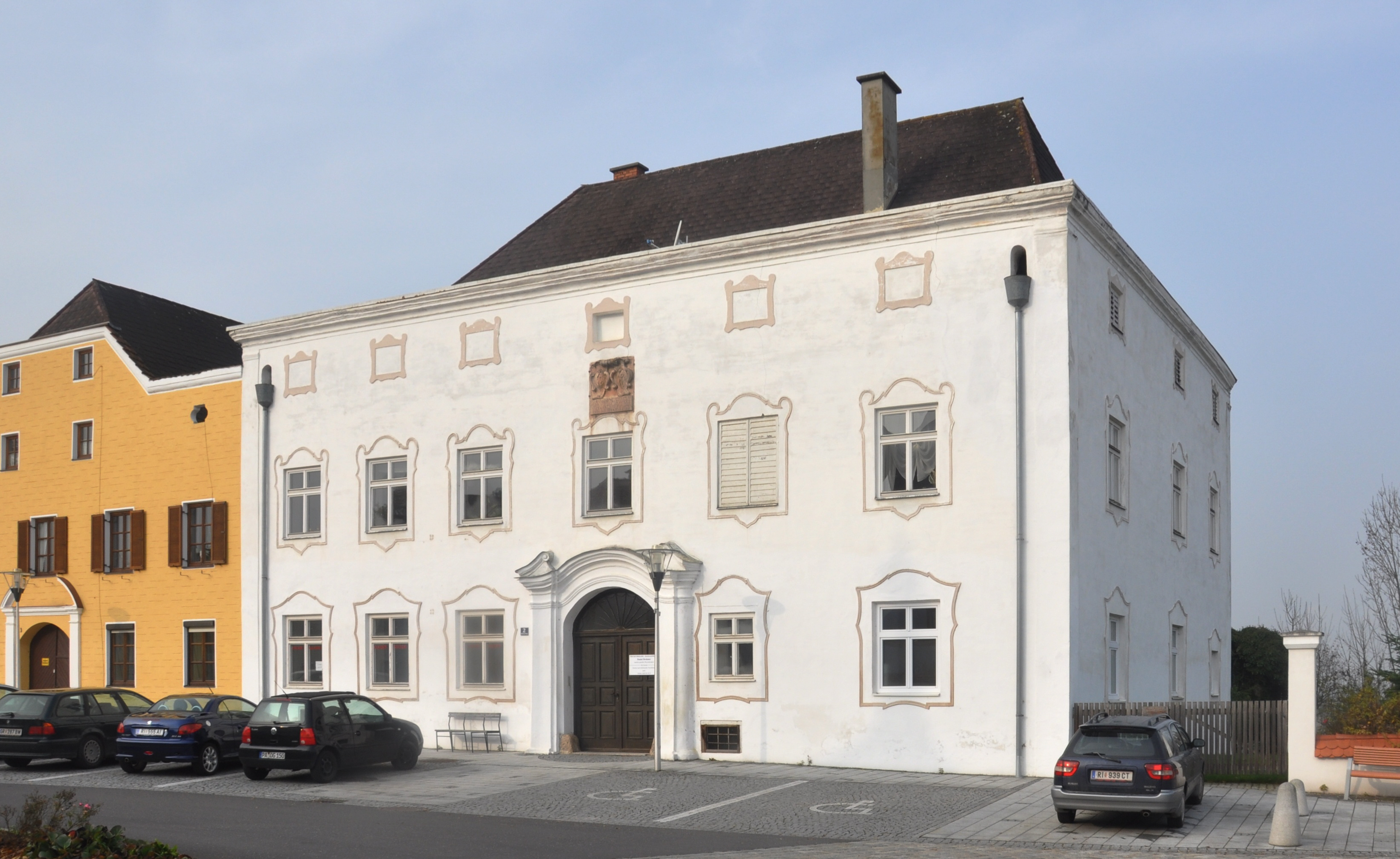
Hofrichterhaus des Stiftes Reichersberg
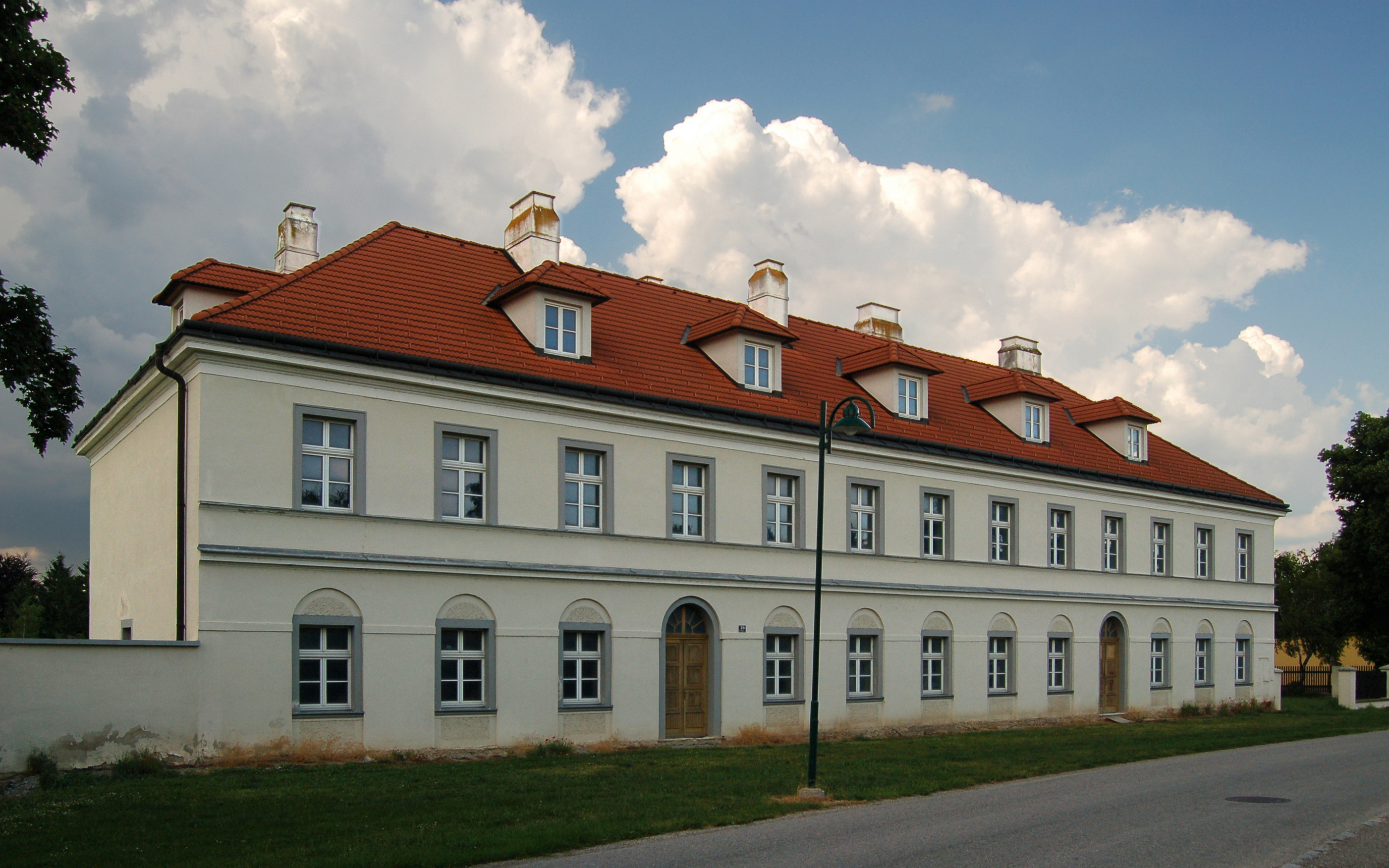
Hofrichterhaus in Trumau